# Marina Vlady

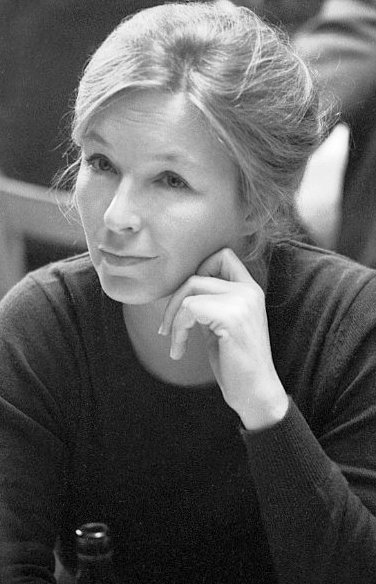
Marina Vlady (1976)

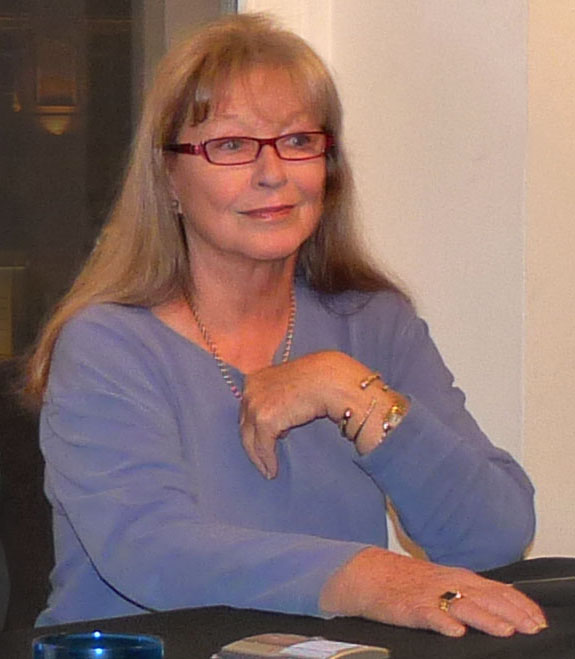
Marina Vlady (2009)

Marina Vlady (Catherine Marina de Poliakoff-Baïdaroff; * 10. Mai 1938 in Clichy, Île-de-France) ist eine französische Schauspielerin und Autorin.

## Leben
Marina Vladys Eltern, der Opernsänger Wladimir de Poliakoff und die Tänzerin Militza Enwald, stammten aus Russland und flohen vor der Oktoberrevolution nach Frankreich. Vladys Schwester Olga Baïdar-Poliakoff war Schauspielerin und Fernsehregisseurin; ihre Schwestern Tania (Odile Versois) und Militza (Hélène Vallier) waren Schauspielerinnen.
1969 heiratete Marina den russischen Schauspieler und Sänger Wladimir Wyssozki und lebte lange in der Sowjetunion. Ihre 1987 veröffentlichten Lebenserinnerungen wurden in der UdSSR zum Bestseller. Auf Deutsch erschien das Buch 1991 unter dem Titel Eine Liebe zwischen zwei Welten – Mein Leben mit Wladimir Wyssozki.

## Wirken
Schon als Kind trat Vlady im Ballett der Pariser Oper auf. In den 1950er Jahren war sie in italienischen, französischen und deutschen Filmen als verführerischer Teenager zu sehen. Der 1955 gedrehte Film Die blonde Hexe wurde zum Publikumserfolg, während sie 1963 für die Titelrolle in Marco Ferreris Die Bienenkönigin den Darstellerpreis bei den 16. Internationalen Filmfestspielen von Cannes und eine Golden-Globe-Nominierung erhielt. 1967 spielte sie die Hauptrolle in Jean-Luc Godards Zwei oder drei Dinge, die ich von ihr weiß. Für ihren Part in Bernard Pauls Plötzliches Verlangen erhielt sie 1970 den Étoile de Cristal. Neben ihren Memoiren veröffentlichte sie verschiedene Bücher, darunter 2013 ein Buch über Catherine Binet.

## Filmografie (Auswahl)
- 1953: Erste Liebe (L’età dell’amore)
- 1953: Mädchen ohne Moral (Fanciulle di lusso)
- 1953: Musodoro – Lebe, Jagd und Leidenschaft (Musodoro)
- 1953: Untreue (Le infedeli)
- 1954: Dein ist mein Herz – Schuberts große Liebe (Sinfonia d’amore)
- 1954: Sie
- 1954: Tage der Liebe (Giorni d’amore)
- 1954: Vor der Sintflut (Avant le déluge)
- 1955: Die blonde Hexe (La Sorcière)
- 1955: Casanova – seine Liebe und Abenteuer (Le avventure di Giacomo Casanova)
- 1955: Mädchen in schlechter Gesellschaft (Le Crâneur)
- 1956: Schuld und Sühne (Crime et châtiment)
- 1958: Nachts fällt der Schleier (Toi, le venin)
- 1960: Die Kanaille (Les Canailles)
- 1961: Mädchen im Schaufenster (La ragazza in vetrina)
- 1961: Die Prinzessin von Cleve (La Princesse de Clèves)
- 1962: Die Steppe (La steppa)
- 1963: Die Bienenkönigin (Una storia moderna – l’ape regina)
- 1963: Bonbons mit Pfeffer (Dragées au poivre)
- 1963: Des Teufels schwache Seite (Les Bonnes causes)
- 1963: Der Mörder (Le Meurtrier)
- 1965: Der Dieb der Mona Lisa (Il ladro della Gioconda)
- 1965: Falstaff
- 1965: Stern ohne Namen (Steaua fără nume)
- 1966: OSS 117 – Teufelstanz in Tokio (Atout coeur à Tokyo pour OSS 117)
- 1967: Zwei oder drei Dinge, die ich von ihr weiß (2 ou 3 choses que je sais d’elle)
- 1969: Schirokko (Sirokkó)
- 1969: Sujet für eine Kurzgeschichte (Сюжет для небольшого рассказа)
- 1969: Kalte Augen (La femme écarlate)
- 1970: Plötzliches Verlangen (Le temps de vivre)
- 1975: Quartett Bestial (7 morts sur ordonnance)
- 1975: Wenn das Fest beginnt … (Que la fête commence …)
- 1977: SOS-SOS-SOS Bermuda-Dreieck (Il triangolo delle Bermude)
- 1978: Der Dieb von Bagdad
- 1978: Zwei Frauen (Ök Ketten)
- 1979: Der eingebildete Kranke (Il malato immaginario)
- 1981: Der Geheimagent (L’agent secret)
- 1986: Die Heldentaten eines jungen Don Juan (Les Exploits d’un jeune Don Juan)
- 1986: Twist Again in Moskau (Twist again à Moscou)
- 1988: Splendor
- 1989: Follow Me
- 2001: Die Auferstehung (Resurrezione)

## Veröffentlichungen (Auswahl)
- Marina Vlady: Eine Liebe zwischen zwei Welten. Mein Leben mit Wladimir Wyssozki. Aufbau-Verlag, Berlin und Weimar 1991, ISBN 978-3-7466-1281-2.
- Der Sammler von Venedig, Aufbau-Verlag, Berlin und Weimar 1992, ISBN 978-3-351-02199-3.
- C'était Catherine B., récit sur la vie de Catherine Binet (compagne de Georges Perec), éditions Fayard, Paris 2013.